# Hexoplon rosalesi
Hexoplon rosalesi är en skalbaggsart som beskrevs av Martins 1971. Hexoplon rosalesi ingår i släktet Hexoplon och familjen långhorningar.
Artens utbredningsområde är Venezuela. Inga underarter finns listade i Catalogue of Life.